# ELA-2

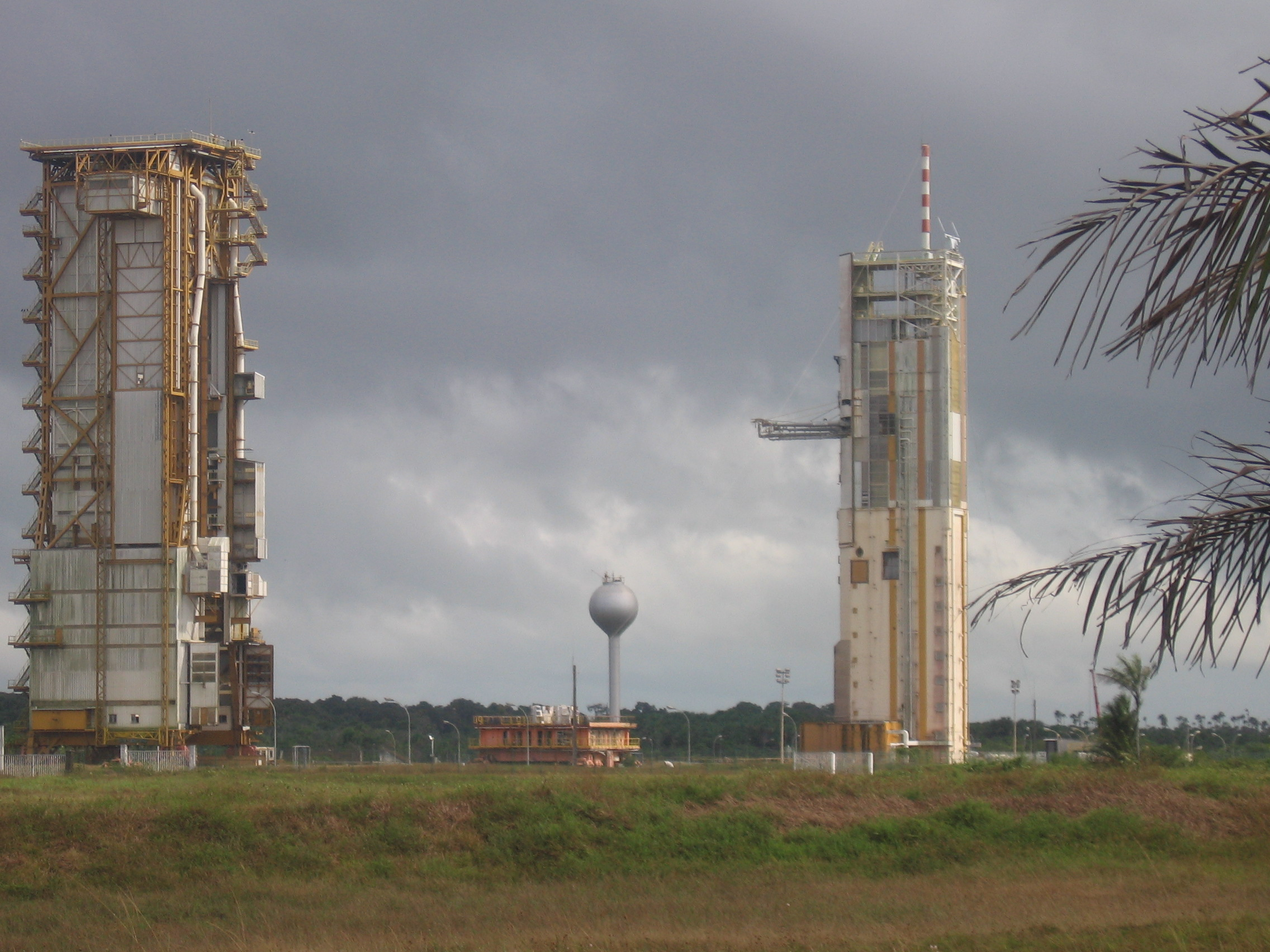
Links der mobile Montageturm, in der Mitte eine Startplattform, im Hintergrund der Wasserturm von ELA 1 und rechts der Startturm

ELA-2 (Ensembles de Lancement Ariane 2) war eine für die Ariane 4 gebaute Raketenstartanlage des Centre Spatial Guyanais in Französisch-Guayana. Von der für bis zu 20 Ariane-4-Starts pro Jahr ausgelegten Anlage starteten alle Ariane-4-Raketen. Praktisch wurden jedoch nur maximal elf Ariane-4-Raketen pro Jahr gestartet.

## Aufbau und Betrieb
ELA 2 wurde speziell für die gegenüber Ariane 1-3 stark gestreckte Ariane 4 gebaut. Jedoch konnten auch Ariane-2- und -3-Raketen von ihr starten, allerdings nur, wenn sie auf einer fahrbaren besonders hohen Startplattform standen, damit die Betankungsarme des Startturms die dritte Stufe erreichen konnten. Die Startrampe ELA 2 bestand aus einem Montagegebäude, in dem die Raketen mit Ausnahme der Feststoffbooster und der Nutzlast montiert wurden, einer Schienenstrecke mit Weiche und Abstellgleis, auf der die auf einer von zwei transportablen Startplattformen montierten Raketen zum 950 m entfernten Startplatz mit Startturm gefahren wurden und einem mobilen Montageturm. Durch das Abstellgleis war es möglich eine bereits startbereite Rakete wieder vom Startplatz wegzufahren, damit eine später montierte Rakete zuerst starten konnte.
Nachdem die Rakete den Startplatz erreicht hatte, wurde über sie der Montageturm gefahren, und die bereits zu einer Einheit zusammengefügte Nutzlast, bestehend aus der Doppelstartvorrichtung mit den Satelliten und der Nutzlastverkleidung, auf die dritte Stufe aufgesetzt. Wenn Feststoffbooster für einen Flug verwendet wurden, so wurden diese ebenfalls hier montiert. Die zweite Stufe wurde ebenfalls im Montageturm betankt und außen mit einer Schaumpolystyrolisolierung versehen (der Oxidator Stickstofftetroxid würde bei über 21 °C verdampfen). Danach wurde der mobile Montageturm zur Seite gefahren, die erste und dritte Stufe der Rakete betankt und dann die Rakete gestartet; das Isoliermaterial der zweiten Stufe wurde dabei abgeworfen.
Der erste Start von ELA 2 fand am 28. März 1986 mit einer Ariane 3 statt, der letzte mit dem letzten Flug der Ariane 4 am 15. Februar 2003. Insgesamt starteten von ELA-2 119 Ariane-Raketen, dabei waren 116 Ariane 4, zwei Ariane 3 und eine Ariane 2.

## Abriss
Nach dem letzten Start einer Ariane 4 am 15. Februar 2003 wurde die Startrampe ELA-2 stillgelegt und 2011 großenteils abgerissen. Der 80 m hohe mobile Montageturm aus Metall wurde am 10. September 2011 gesprengt; der entstandene Schrott wurde zur Wiederverwendung oder Entsorgung nach Europa verschifft.